# Josephinum (Wien)

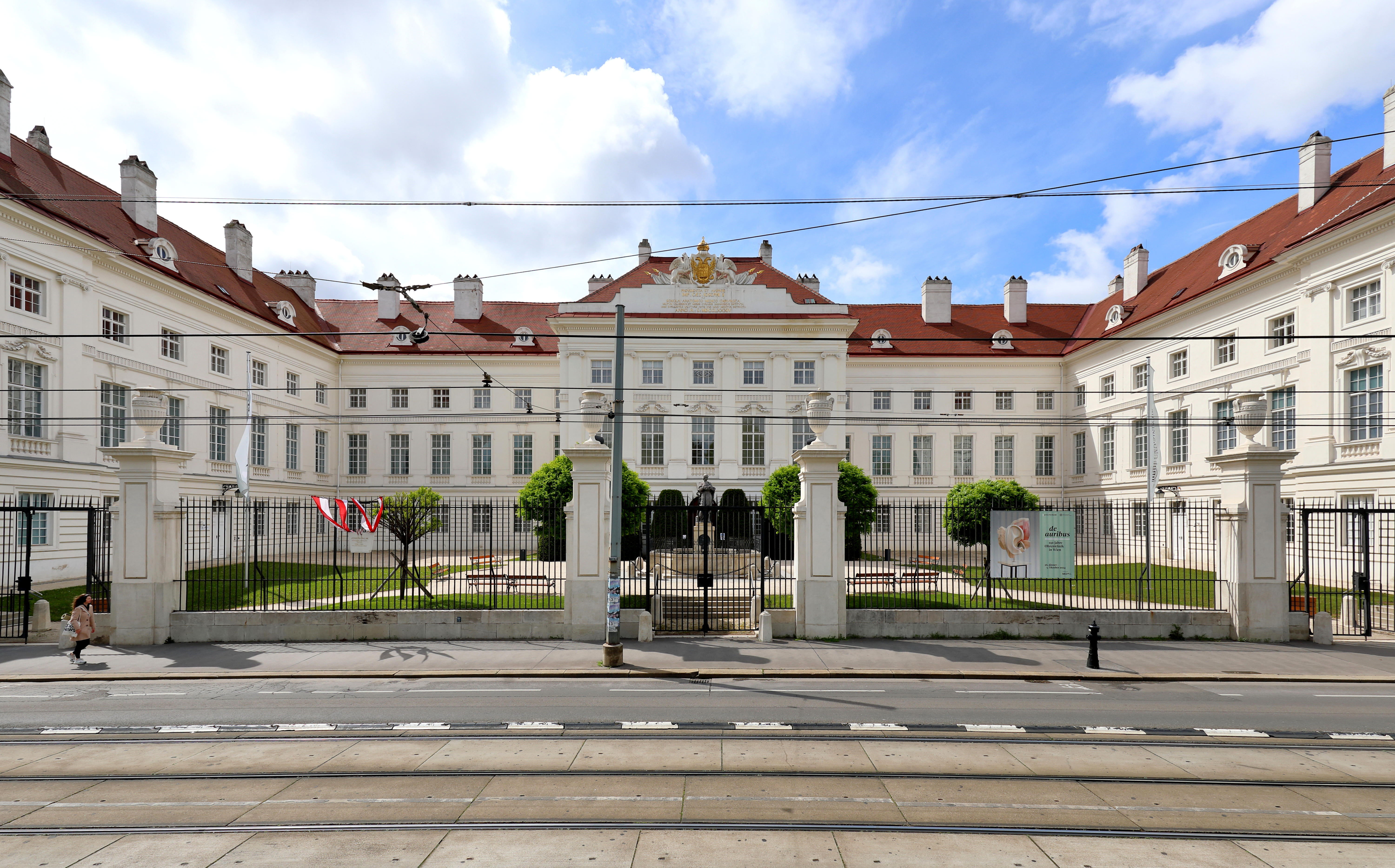
Josephinum an der Währinger Straße

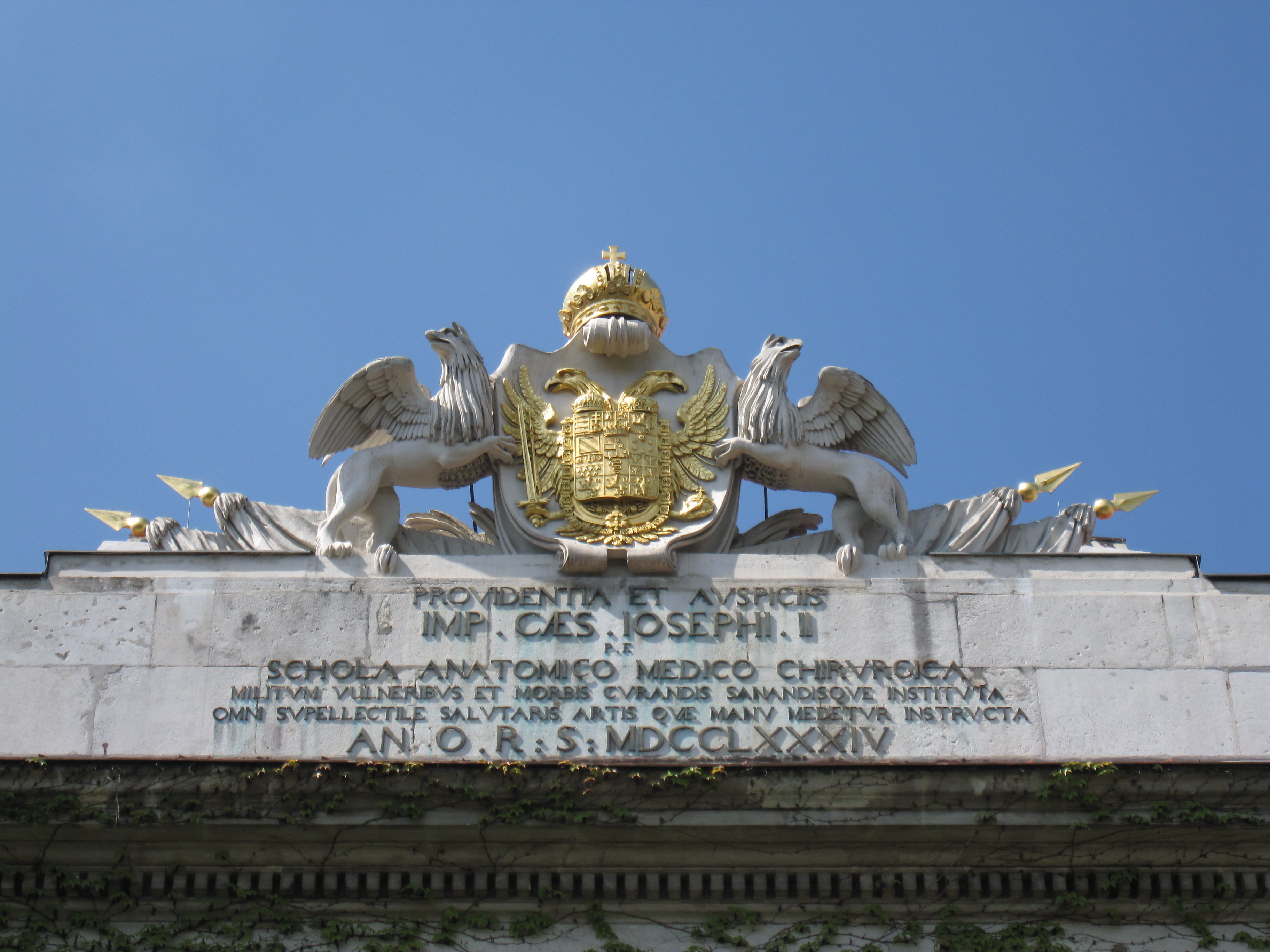

Das Josephinum, auch Collegium-Medico-Chirurgicum-Josephinum, war eine medizinisch-chirurgische Akademie in Wien zur Ausbildung von Militärärzten für die österreichische Armee. Heute ist in den Gebäuden des ehemaligen Josephinums das Institut für Geschichte der Medizin der Medizinischen Universität Wien untergebracht, ebenso wie andere Institute.

## Geschichte
Das Josephinum wurde von Kaiser Joseph II. 1784 als k.k. medizinisch-chirurgische Josephs-Academie zur Ausbildung von Ärzten und Wundärzten für die Armee gegründet und am 7. November 1785 eröffnet. Die Initiative dazu hatte sein Leibchirurg Giovanni Alessandro Brambilla ergriffen, den der Kaiser 1779 mit der Leitung des gesamten österreichischen Militärsanitätswesens betraut hatte, in dem viel zu reformieren war. Hervorgegangen ist das Josephinum aus einer medizinisch-chirurgischen Schule, die Joseph 1781 auf Veranlassung Brambillas im Militärhospital zu Gumpendorf errichten ließ. Brambilla fungierte bis 1795 als Direktor des Collegiums. Am 3. Februar 1786 wurde die Akademie allen übrigen Fakultäten gleichgestellt und erhielt das Recht, Doktoren und Magister der Medizin und Wundarznei zu graduieren.
Für die Akademie wurde in der damaligen Alservorstadt, im heutigen 9. Wiener Gemeindebezirk, in der heutigen Währinger Straße 25, 1783 bis 1785 ein Neubau nach Plänen von Isidor Marcellus Amandus Canevale errichtet. Dazu wurden eine alte Schießstätte und ein Gutshof angekauft und demoliert. Der Bauplatz war in Hinblick auf das benachbarte, 1783/84 errichtete Militär-Garnisons-Hauptspital (das spätere Garnisonsspital Nr. 1) an der heutigen Van-Swieten-Gasse gewählt worden.
Im Bau wollte der Kunsthistoriker Hans Tietze eine Miniausgabe der Nationalbibliothek erkennen. Im Mitteltrakt befindet sich eine große Stiege mit Stufen von hartem, weißem Kaiserstein aus Kaisersteinbruch. Das Bauwerk markiert die Wende vom Josephinischen Barockklassizismus zum eigentlichen Klassizismus.
Die Bibliothek wurde mit 6.000 Bänden ausgestattet, des Weiteren ließ der Kaiser um 30.000 Gulden Wachspräparate für das angeschlossene anatomisch-pathologische Museum anfertigen, die heute als besondere Sehenswürdigkeit gelten. Zusätzlich gab es mineralogische, botanische und zoologische Sammlungen. Zur Eröffnung ließ Joseph II. eine 40 Dukaten schwere Gedenkmünze prägen.
Nach dem Tod Josephs II. wurde der Akademie von der Regierung deutlich weniger Aufmerksamkeit gewidmet. Auf Initiative des damaligen Direktors Johann Nepomuk Isfordink wurde die Akademie am 27. Oktober 1822 von Franz I. den Universitäten des Kaisertums Österreich gleichgestellt. Nach dreijähriger Pause wurden die Vorlesungen am 6. November 1824 wieder aufgenommen und bis zur Aufhebung der Akademie 1849 auf Entscheidung von Franz Joseph I. veranstaltet. Die Wiedereröffnung erfolgte 1854 als Bildungsanstalt für Feldärzte im Rang einer Militärakademie. 1874 wurde die Akademie endgültig aufgelassen.
Im Vorgarten steht eine Statue der Göttin der Heilkunde Hygieia, die 1787 von Johann Martin Fischer aus Blei gefertigt wurde.

## Medizinhistorisches Museum

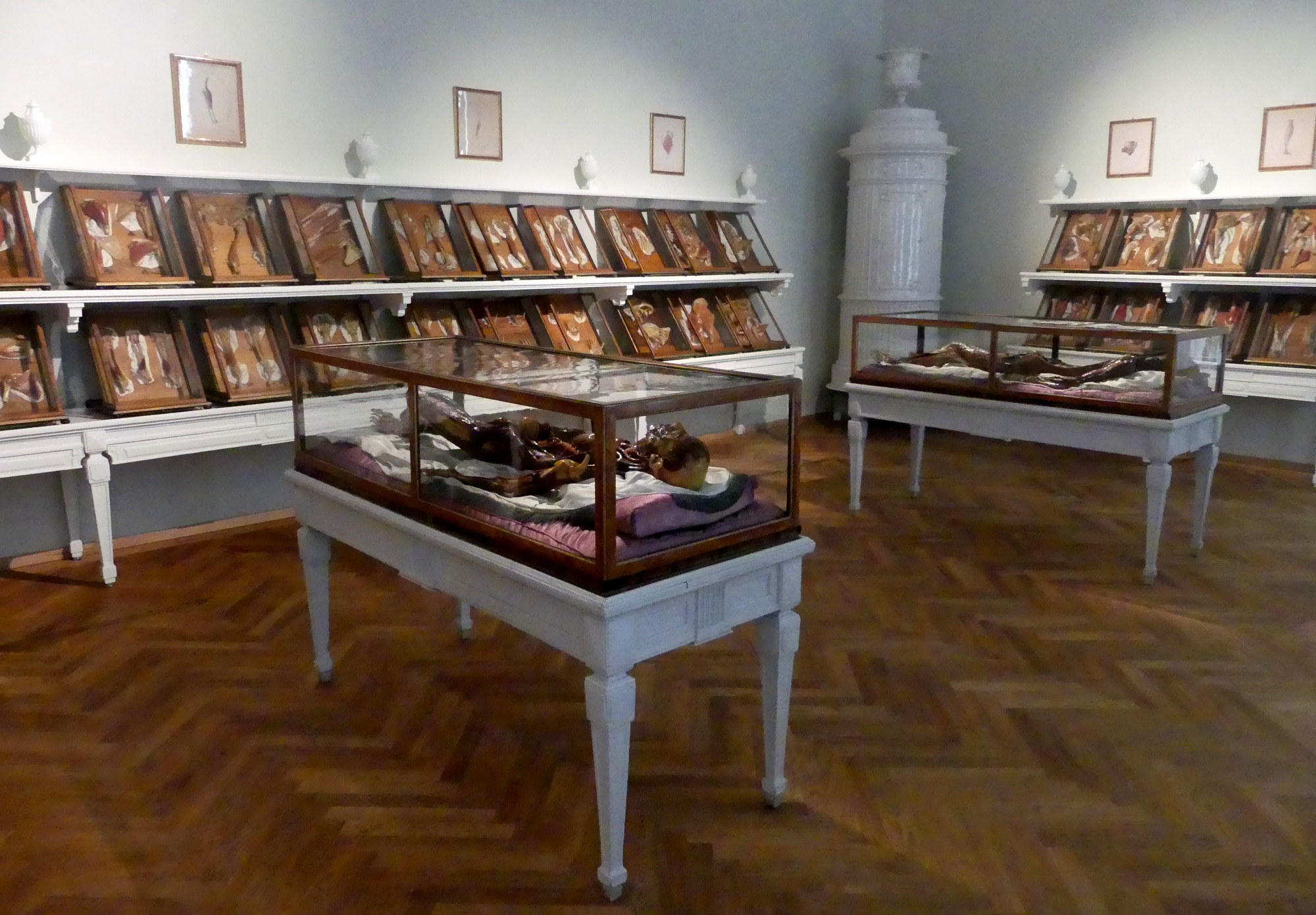
Sammlung anatomischer Wachsmodelle am Josephinum

Ab Februar 2019 wurde das Gebäude um rund 11 Millionen Euro saniert. Dabei wurde teilweise der Originalzustand aus dem 18. Jahrhundert wiederhergestellt, etwa durch Rückbau des historischen neun Meter hohen Hörsaals. Nach erfolgter Renovierung wurde das Josephinum am 29. September 2022 wieder eröffnet und als medizinhistorisches Museum für die Öffentlichkeit zugänglich gemacht. Es beherbergt das Institut für Geschichte der Medizin und verfügt über eine bedeutende Sammlung zur Geschichte der Medizin, wie die aus dem späten 18. Jahrhundert stammende Sammlung von anatomischen Wachsmodellen.
Der bedeutende Teil der Sammlung, die anatomischen Wachsfiguren, gehen auf Initiative von Kaiser Joseph II. zurück, welcher für das Josefinum insgesamt 1.192 Wachsmodelle bei Wachsbildhauern in Florenz bestellen ließ. Ende des 18. Jahrhunderts war die Region um Florenz das Zentrum der Wachsmodellierkunst und Wachsmodelle lösten die zuvor für diesen Zweck gebrauchten Materialien wie Terrakotta ab. Die anatomischen Wachsmodelle wurden ab 1786 in der Akademie im Rahmen der Ausbildung verwendet, waren aber im Sinne der Aufklärung auch für die interessierte Öffentlichkeit zugänglich.

## Bekannte Professoren am Josephinum
- Ignaz Bischoff von Altenstern (1784–1850), Militärarzt, Pathologe
- Giovanni von Brambilla (1728–1800), Protochirurg und erster ärztlicher Direktor des Josephinums
- Johann Chiari (1817–1854), Gynäkologe
- Franz Chvostek (1835–1884)
- Johann Dreyer von der Iller (1803–1871), Ophthalmologe
- Josef Engel (1816–1899), Pathologe
- Karl Heidler von Egeregg (1809–1887), praktische Medizin
- Johann von Hubertus (1752–1828), Chirurgie
- Johann Hunczovsky (1752–1798), Professor
- Johann Isfordink von Kostnitz (1776–1841), Chirurg, Militärarzt und ab 1822 Direktor des Josephinums
- Friedrich Jäger von Jaxtthal (1784–1871), Ophthalmologe
- Franz von Pitha (1810–1875), Chirurg
- Joseph von Plenck (1735–1807), ab 1785 Professor für Chemie und Botanik
- Johann von Raimann (1780–1847)
- Johann Schmidt (1759–1809), ab 1795 Chirurg und Augenarzt
- Joseph Späth (1823–1896), Gynäkologe
- Carl Stellwag von Carion (1823–1904), Ophthalmologe

## Bekannte Absolventen des Josephinums

k.u.k. Generaloberstabsarzt Joseph von Kerzl, 1912

- Eduard Albert (1841–1900), Chirurg und literarischer Übersetzer
- Franz Chvostek (1835–1884), später Professor am Josephinum
- Christoph Hartung (1779–1853), Wegbereiter der Homöopathie
- Anton Hayne (1786–1853), Chirurg und Veterinär
- Franz Herbich (1791–1865), Militärarzt und Botaniker
- Johann von Hubertus (1752–1828), später Professor am Josephinum
- Joseph von Kerzl (1841–1919), langjähriger Leibarzt Kaiser Franz Josephs
- Florian Kratschmer von Forstburg (1843–1922), Militärarzt und Hygieniker

## Sonstiges
Das Josephinum zierte die Rückseite des 50-Schilling-Scheins, Ausgabe vom 19. Oktober 1987.